# Jules-Basile Ferron de La Ferronnays
Pour les articles homonymes, voir Ferron.
Pour les autres membres de la famille, voir Famille Ferron de La Ferronnays.
Jules-Basile Ferron de La Ferronnays, né le 2 janvier 1735 à Saint-Mars-lès-Ancenis et mort le 15 mai 1799 à Munich, est un prélat français du XVIIIe siècle qui fut abbé commendataire et successivement évêque de Saint-Brieuc, évêque de Bayonne et le dernier évêque de Lisieux.

## Biographie

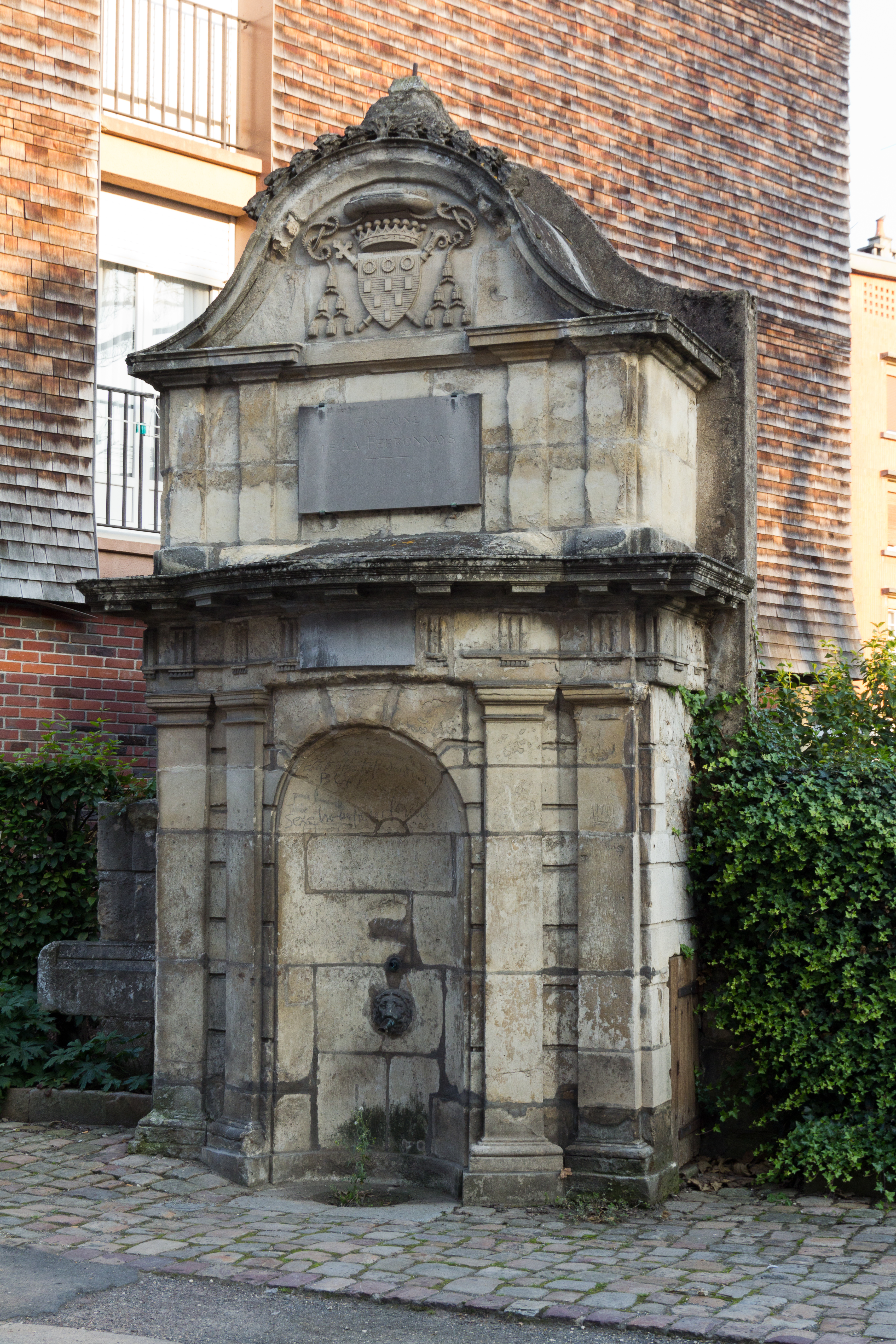
Fontaine de La Ferronnays à Lisieux.

Il est fils de Jacques-Pierre-Louis-Auguste Ferron, marquis de la Ferronnays, maréchal des camps et armées du roi, seigneur de Thuré, et de Françoise Renée le Clerc.
Joseph de Saint-André de Marnays de Vercel, évêque de Couserans, allié à sa famille, le choisit pour grand vicaire et le fait précepteur de sa cathédrale. En 1769 Jules Ferron est nommé évêque de Saint-Brieuc. Il est transféré au diocèse de Bayonne en 1774. 
Ferron obtient en commende en 1776, l'abbaye de Saint-Sever du Cap, au diocèse d'Aire, mais s'en démet pour devenir en 1779, abbé de Beaupré, au diocèse de Beauvais. En 1783 il est transféré au diocèse de Lisieux.
Lors de la Révolution française, il prend part aux réclamations de ses collègues contre les décrets de l'Assemblée nationale constituante. En 1791 un moment emprisonné il est contraint de quitter la France. Il se refuge  en Suisse et à Bruxelles, à Dusseldorf, à Münster et à Brunswick. En 1797, il rejoint sa famille à Constance, et se retire enfin à Munich où il meurt en 1799.

### Sources
- Honoré Fisquet, La France pontificale.
- (en) catholic-hierarchy.org : Bishop Jules-Basile Ferron de La Ferronnays
- Charles Guimart Histoire des évêques de Saint-Brieuc 1851 p. 150-151